# 科尔伯特长廊

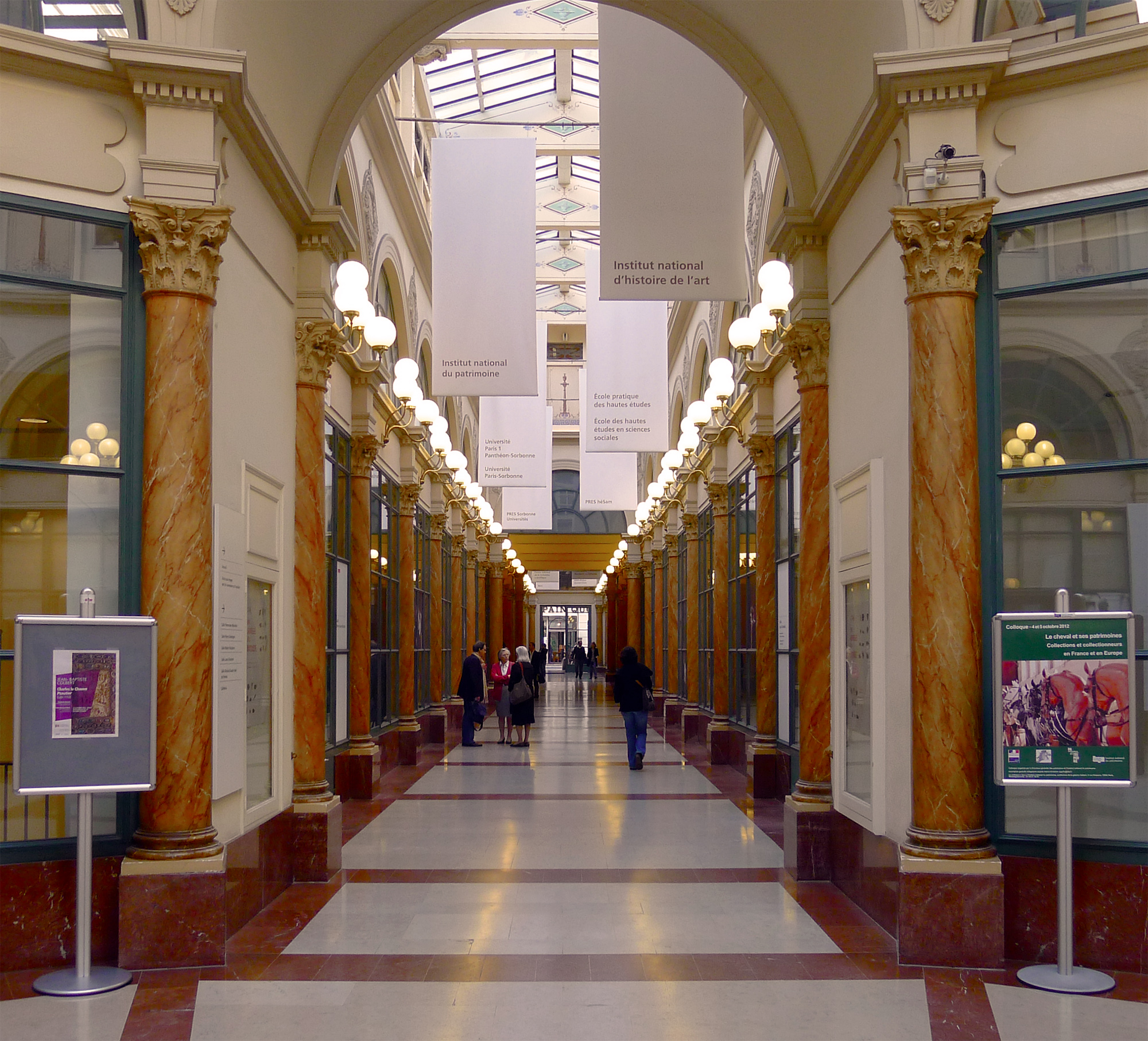

科尔伯特长廊（Passage Colbert）是巴黎第二区的一条通道，开始于小场街（rue des Petits-Champs）6号，结束于科尔伯特拱廊街（Galerie Colbert），长20米，宽3米。